# L' Agulhas
L' Agulhas of Agulhas is een dorp in de Zuid-Afrikaanse provincie West-Kaap. L' Agulhas of Agulhas behoort tot de fusiegemeente Cape Agulhas dat onderdeel van het district Overberg is.